# クニュタンジュ
クニュタンジュ （Knutange）は、フランス、グラン・テスト地域圏、モゼル県のコミューン。

## 由来
- ゲルマン語の人名Knuto（クヌート）に接尾辞の-ingenが付いてできた地名。接尾辞はフランス語の場合は-angeとなる。
- Cneutengis (1193年)、Quenutange (1462年)、Knuttingen (1529年)、Kneutingen (1606年)、KneutangeとKnitange (1681年)、KuentangeとKenutange (1689年)、Knutange (1793年)。
- ドイツ語: Kneitingen[1]、Kneuttingen (1871年-1918年, 1940年-1944年)
- ロートリンゲン・フランケン語:KnéiténgenとKnéiténg

## 歴史
クニュタンジュは、バル公領やリュクサンブール公領を構成した古い州に依存し、サンシー司祭やヴォルクランジュ領主の下にあった。クニュタンジュがフランスに併合されたのは1718年である。
1817年、フェンシュ川（モゼル川支流）に面した村クニュタンジュには、437人の住民と56軒の住宅があった。

## 人口統計
2016年時点のコミューン人口は3199人で、2011年時点の人口より1.48%減少した。
| 1962年 | 1968年 | 1975年 | 1982年 | 1990年 | 1999年 | 2006年 | 2016年 |
| ------ | ------ | ------ | ------ | ------ | ------ | ------ | ------ |
| 5767   | 4433   | 4104   | 3649   | 3772   | 3632   | 3439   | 3199   |

参照元:1962年から1999年までは複数コミューンに住所登録をする者の重複分を除いたもの。それ以降は当該コミューンの人口統計によるもの。1999年までEHESS/Cassini、2006年以降INSEE